# Ainulindale
Az Ainulindale (ejtsd [ˌainuˈlindalɛ]; quenya szó, jelentése Az ainuk éneke, szó szerint A Szentek éneke) J. R. R. Tolkien A szilmarilok című könyvének első fejezete, illetve az abban leírt teremtéstörténet címe.
Az Ainuk Muzsikája a világ teremtésének, Melkor lázadásának, Arda létrehozásának krónikája. Ebben a fejezetben Tolkien leírja, hogy Eru, az Egyetlen miként teremtette meg az ainukat. Tolkien mindezt egy dal kerettörténetébe szövi, amely történet szerint Eru kérésére az ainuk dalolni kezdtek az idők kezdetén. Mindegyikük beleszőtte a dalba szívének óhaját. Bár a teljes dal pompáját a Melkor által keltett disszonancia megzavarta, a dalt Eru valósággá váltotta, így jött létre Eä, azaz a Világ. Végül az Ainuk közül felemelkedik néhány (akiket később Valáknak neveznek), belépnek Eába, és ők lesznek a világ urai és védelmezői. Feladatuk közé tartozott Arda megformálása Ilúvatar Gyermekeinek (tündék, emberek) fogadására.
Kanonizálását a Középfölde története sorozatban (The History of Middle-earth) Rúmilnak tulajdonítják.
Az Ainulindale első változatát, akkor még Az ainuk dala címen 1918 novembere és 1920 októbere között írta Tolkien, és, számtalan módosítás után csupán az 1940-es évek végére készült el a végleges változat. A legkésőbb írt változatot 1977-ben jelentették csak meg, pontosan négy évvel Tolkien halála után. Fia, Christopher publikálta A szilmarilok első fejezeteként. A kritikusok nagy része A szilmarilokat egy műnek tekinti, de általában az Ainulindale című része részesült pozitív fogadtatásban.
Ainulindalë a neve egy 2002 októberében alakult francia együttesnek is. 2004-ben kiadott albumának címe Le Lai de Leithian, amin tíz számot Tolkien műve inspirált.

## Főbb szereplők
| Név      | Jellemzők |  |
| -------- | --- |  |
| Ilúvatar | Igazi neve Eru (Az Egyetlen), de ismertebb a tündéktől kapott nevén: Ilúvatar, „Mindenek Atyja”. Ő Tolkien legendáriumában az Isten, egy lélek, aki az Időtlenség Csarnokában lakozik, az űrben, a világ szélén.                  |  |
|          | |  |
| Melkor   | A legnagyobb hatalommal bíró ainu, Manwe testvére Ilúvatar gondolatában. Az Ainulindale előtt, Ilúvatar tervét félreismerve Melkor gyakran ment ki az űrbe az Olthatatlan lángot keresni, mert meg akarta valósítani gondolatait. |  |
|          | |  |
| Manwe    | A második leghatalmasabb vala, testvére, Melkor után. Ilúvatart képviseli a világban. Az Ainulindaléban gyakran gondol a levegőre és a szélre, ezért nevezik Súlimónak („Arda Szeleinek Urá”-nak).                                |  |
|          | |  |

## Cselekmény
Az Ainulindale annak elbeszélésével kezdődik, miként teremtette meg Ilúvatar az ainukat gondolataiból, és megkérte őket, hogy zenéljenek. Az ainuk sokáig egyedül, vagy kis csoportokban énekeltek, mert mindegyik ainu csak Ilúvatar azon gondolatait értette, ami róla szólt, a többi ainuval kapcsolatos gondolatokat azonban nem értették. Később azonban Ilúvatar egy követendő zenei mintát mutatott az összes ainunak, ezért mindenki egymással harmóniában kezdett dalolni.

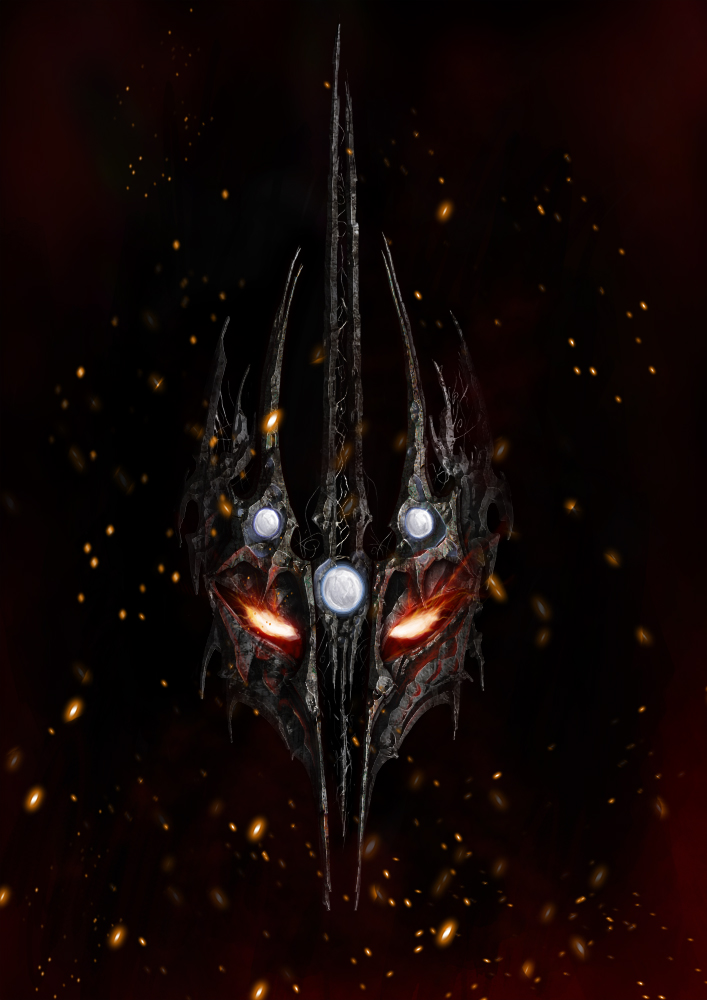
Egy Melkort, későbbi nevén Morgothot ábrázoló illusztráció

Miután az ainuk elkezdtek muzsikálni, és már egy ideje daloltak, egyszer csak Melkor olyan gondolatokat kezdett beleszőni a dalba, amit nem Ilúvatar mutatott neki. Ezek a gondolatok diszharmóniát keltettek, ezért Ilúvatar mosolyogva felállt, felemelte bal kezét, és egy új témát mutatott az ainuknak. Ennek ellenére Melkor diszharmóniája uralta a dalt, ezért Ilúvatar másodszorra is felállt, de ez alkalommal elkomolyodott, és jobb kezével egy harmadik témát mutatott be. Azonban már ez a téma sem tudta elnyomni a diszharmóniát ezért Ilúvatar még egyszer, utoljára felállt, és mindkét kezével egy utolsó témával befejezte a muzsikát.
Ilúvatar kivezette az ainukat csarnokából az űrbe, és megmutatta nekik a világot úgy, ahogy a dalukban leírták azt. Az ainuk látták Ilúvatar Gyermekeinek, a tündéknek és az embereknek az eljövetelét is, ami a harmadik témának felelt meg, és ennek láttán sok ainu a Földre akart menni, hogy megtegyék az előkészületeket az eljövetelükhöz. Ezalatt a látomás kialudt, amikor a Negyedkor leírásához ért, és Ilúvatar, tudván, hogy az ainuk arra vágynak, hogy a világ ne csak egy látomás legyen, az Ea (szó szerint legyen, a létező világ neve quenya nyelven) szó használatával megteremtette a világot.
Néhány ainu Ilúvatarral maradt az Időtlenség Csarnokában, de a legtöbben leszálltak a világra. Ez utóbbi ainukat valáknak hívjuk. A valák Eán munkához láttak. Céljuk az volt, hogy Arda Ilúvatar Gyermekeinek érkezésekor megfelelő legyen a jövevények számára, azonban Melkor mindig elpusztította azokat a dolgokat, amiket a valák alkottak. Ezért Manwe arra szólította fel az ainukat, hogy vívjanak Melkorral háborút. Melkor először megadta magát, azonban amikor a valák fizikailag érzékelhető alakot öltöttek, ő is követte példájukat, és azután megvívták Ea első háborúját.

## Keletkezése
Az Ainulindale első változata az Ainuk dala címet viselte és Tolkien eredetileg az 1910 és 1920 között írt Elveszett mesék (Lost Tales) egyik meséjének szánta. Az Elveszett mesék könyvét (The Book of Lost Tales) fia, Christopher Tolkien a Középfölde története (The History of Middle-earth) című sorozat első két kötetében publikálta. J. R. R. Tolkien 1964. július 16-án, Christopher Brethertonnak írt levele szerint az író az Ainulindale első változatának néhány részét 1918 novembere és 1920 tavasza között írta, abban az időben, amikor az Oxfordi Egyetem szótárán is dolgozott.
Az első vázlat, amit Tolkien gyorsan, ceruzával vetett papírra, a kijavított változatot is tartalmazó füzet néhány kitéphető lapján maradt fenn. A változtatások nagyrészt kiegészítésekben nyilvánulnak meg, például az első vázlatban nem szerepelt Manwe és Aule. Ezen kívül Tolkien kis mértékben változtatásokat is eszközölt a későbbi változatokban a vázlathoz képest, például az eredeti vázlatban Ilúvatar neve egyszerűen Ilu. Az első változat szerint a történetet Rúmil, egy tünde meséli el, és a nyelvezet is nagyban eltér A szilmarilokban publikált változattól. A mű szerkezete nagyon hasonló, néhány kivételtől eltekintve: eredetileg Ilúvatar énekelve teremtette az ainukat, Melkor neve ebben a változatban Melko volt, és amikor másodszorra okoz diszharmóniát a zenében Melkor, Ilúvatar sír, míg A szilmarilokban publikált változatban egyszerűen elkomorul; ezenkívül a zene végén Ilúvatar nem álomképet mutat a világról, hanem valóságként mutatja azt, és nem használja a teremtéshez az „Ea” (legyen) felszólítást. A mese vége a valákat írja le, ez később A szilmarilok második része, a Valaquenta lesz.
Tolkien nem foglalkozott a történettel az első vázlat megírása után következő években. A történet még a mitológia vázlatába, egy 1926-ban, egy birminghami professzornak a legendáriumához való visszatérés jegyében íródott szövegébe se került bele. A Quentában, a vázlat javított változatában (1930), és az Annals of Valinor első változatában, ami a valák földreérkezte előtti időktől az Első Kor kezdetéig mesélte el az eseményeket, nem esik említés az ainuk daláról. Tolkien teljesen átírta az Ainuk dalát az 1930-as években, azonban az elbeszélés szerkezetén nem változtatott.
1946-ban A Gyűrűk Ura írásának idejében Tolkien egy új változatát írta meg az Ainulindalénak, ez azonban egy szakadt fél oldalon kívül teljesen elveszett. Nem sokkal később egy újabb változatot is írt Tolkien, ami nagyon különbözött az eddigiektől: Arda már a teremtéskor kerek volt itt, Anar (a Nap) a világgal egy időben keletkezett és Isil (a Hold) Melkor pusztításának következményeképp jött létre. a Valák Lámpásai már nem szerepeltek ebben a változatban, így a világ keletkezésének elmélete koherensebb és tudományosabb lett. A „kerek világ” változatát Tolkien végül elvetette, feltehetőleg egy olvasó hatására, aki azt mondta, jobban tetszett neki a „lapos világ”-ot bemutató változat (az 1930-as évekbeli változat). Tolkien „rendszerezésre” és a legendárium „racionalizálásra” tett kísérletei hamar kudarcba fulladtak.
1948-ban Tolkien egy újabb változat írásába kezdett, teljes mértékben kihagyva az előző változat a Napra és Holdra vonatkozó részeit. Emellett egy új bekezdést írt, amelyben Ilúvatar azután teremtette csak meg a világot, miután az ainuknak a világról mutatott víziója megszűnt. Ezen kívül a narrátor egy másik tünde, Pengoloð, lett, Rúmil pedig az elbeszélés szerzőjeként szerepel. Tolkien ezzel az új elbeszéléssel a történet egy új változatát készítette el, egy meglehetősen elegáns stílussal, és néhány apró részlet kibővítésével. Ilyen kibővítés például, hogy a tökéletes világ képe az Emberek Uralma (a Negyedkor) előtt eltűnik, és az Ea szó használata a világ megteremtésekor.
| Elnevezés      | Alkotás ideje                 | Leírás | Kiadás                           |
| -------------- | ----------------------------- | --- | -------------------------------- |
| Az ainuk dala  | 1919. január és június között | Ceruzával írt kézirat; sokat javított változat, egy tintával írt második, további javításokat tartalmazó változatot követ. | Az elveszett mesék könyve        |
| Ainulindale A  | Az 1930-as évek közepe        | Egy nagyon vázlatos kézirat, ami sok ponton megegyezik az ainuk dalával; Tolkien azonnal elvetette.                        | –                                |
| Ainulindale B  | Az 1930-as évek közepe        | Az „A” változathoz hasonló. de a stílusa teljesen más; a „Lapos világ”.                                                    | The Lost Road and Other Writings |
| Ainulindale ?  | 1946                          | Elveszett változat, csak egy szakadt lap maradt fenn belőle.                                                               | –                                |
| Ainulindale C* | 1946                          | Írógéppel írt változat, az elveszett változaton alapszik; a „Kerek világ”                                                  | Morgoth's Ring                   |
| Ainulindale C  | 1948 és 1951 között           | A „B” változat hátuljára írt szöveg. A „B” változaton alapszik, de a „C*” változatból is tartalmaz elemeket.               | Morgoth's Ring                   |
| Ainulindale D  | 1948 és 1951 között           | Egy különösen elegáns szöveg. A „C” változaton alapszik, és feltehetőleg nem sokkal utána készült.                         | Morgoth's Ring                   |

## Fogadtatás

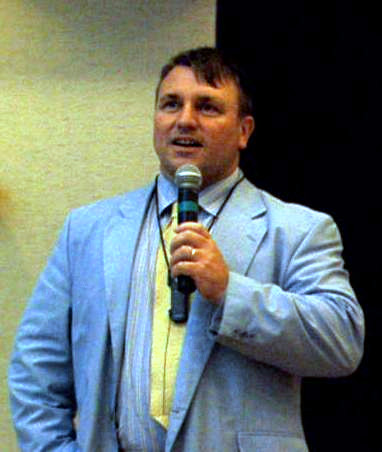
A brit író, Joseph Pearce az Ainulindalét „Tolkien egész világa legszebb mondájának” nevezte.

A szilmarilok kritikusai általában a művet mint egységes egészt vizsgálják, de különösen az Ainulindale fogadtatása pozitív. Művében, a Tolkien: Man and Myth-ben a brit író, Joseph Pearce az elbeszélést „A szilmarilok legfontosabb részének” tartja, hozzátéve, hogy „Ez a teremtéstörténet valószínűleg a legjelentősebb és legszebb része Tolkien világának”. Brian Rosebury Tolkien: A Critical Assessment című könyvében azt írja, hogy a mű jól sikerült, „egy meglehetősen bibliai, mégis Tolkienra jellemző szöveg”.
Több jezsuita is tetszését fejezte ki az Ainulindale iránt, többek között James V. Schall atya, aki azt mondta róla: „Soha nem olvastam A szilmarilok első oldalához foghatóan szép dolgot.” Robert Murray atya, Tolkien barátja pedig azt mondta: „a teljes irodalomban az emberiség szent könyveinek megírása óta nehezen elérhető, hogy egy ehhez hasonlítható teremtéstörténet íródjon, szépsége és képzelőereje miatt”.

## Fordítás
- Ez a szócikk részben vagy egészben  az   Ainulindalë című francia Wikipédia-szócikk fordításán alapul.  Az eredeti cikk szerkesztőit annak laptörténete sorolja fel. Ez a jelzés csupán a megfogalmazás eredetét és a szerzői jogokat jelzi, nem szolgál a cikkben szereplő információk forrásmegjelöléseként.